# Знаменський Володимир Олексійович
Володимир Олексійович Знаменський (22 січня, 1929, Київ, УРСР — 30 березня, 1997, Київ) — український лікар-інфекціоніст, епідеміолог і мікробіолог, радянський військовий лікар, доктор медичних наук (1969 рік), професор (1979), лауреат Державної премії СРСР (1989), відомий своїм дослідженням псевдотуберкульозу із проведенням самозараження задля встановлення тотожності далекосхідної скарлатиноподібної гарячки цій хворобі.

## Біографія
Народився в Києві. У 1953 році закінчив Військово-медичну академію імені С. М. Кірова в Ленінграді, йому було присвоєне військове звання лейтенанта медичної служби, після чого був відправлений на Далекій Схід СРСР на місце служби. Служив військовим лікарем у медичних установах Далекосхідного військового медичного округу, Тихоокеанського флоту. З 1971 року у відставці, повернувся до рідного міста, протягом 1971—1974 років завідував лабораторією особливо небезпечних інфекцій Київського науково-дослідного інституту епідеміології, мікробіології та паразитології. З 1974 року на викладацькій роботі. Упродовж 1974—1976 років завідував кафедрою епідеміології Національної медичної академії післядипломної освіти імені П. Л. Шупика, з 1976 року до кінця життя завідував кафедрою мікробіології цього навчального закладу.

## Дослідження псевдотуберкульозу
У 1940-60-х роках на Далекому Сході СРСР лікарі спостерігали як окремі випадки, так і спалахи до того невідомої хвороби, яка за клінічними проявами частково нагадувала скарлатину. Особливо часто спалахи її відбувались навесні в організованих колективах, зокрема у військових частинах. У деяких спалахах захворіли сотні військовослужбовців. Особливо великим був спалах 1959 року у Владивостоці, коли спочатку місцеві лікарі встановили скарлатину, але прибулий з Військово-медичної академії професор О. О. Алісов це спростував. Було простежено чітку сезонність хвороби, її епідеміологічний зв'язок з мишами. На підставі вивчення матеріалів спалаху І. І. Грунін, Г. П. Сомов, І. Ю. Залмовер прийшли до висновку, що ця хвороба є невідомою для медицини самостійною нозологічною формою. Через подібність захворювання зі скарлатиною вони дали їй назву «Далекосхідна скарлатиноподібна гарячка». Надалі було встановлено, що ця хвороба широко поширена не тільки у Владивостоці і по всьому Далекому Сходу, але і на європейській території СРСР. Передбачалося, що збудником хвороби є вірус.
Ще 1949 року у Владивостоці від гризунів була виділена бактеріологічним методом чиста культура Yersinia pseudotuberculosis. На той час в Європі та США було відомо про хворобу, що її спричинює цей збудник, псевдотуберкульоз, але його клінічні ознаки відрізнялися від того, що спостерігали лікарі на Далекому Сході. У 1965 році у Владивостоці з видаленого червоподібного відростка в одного з хворих було виділено чисту культуру Yersinia pseudotuberculosis, як, до речі, це було зроблено за рік до того у Москві, де також подібну культуру було отримано з видаленого червоподібного відростка хворого, в якого був лише ентерит з субфебрилітетом. 1966 року Знаменський і О. К. Вишняков ідентичний мікроб виділили з випорожнень хворих на далекосхідну скарлатиноподібну гарячку. Саме тоді Знаменський з колегами на основі численних спостережень запідозрив, що цю хворобу спричинює саме Yersinia pseudotuberculosis, і вона є клінічною формою псевдотуберкульозу.
Але коли Знаменський відправив до одного медичного часопису статтю, де обґрунтував етіологію далекосхідної скарлатиноподібної гарячки, йому було відмовлено в публікації, бо на думку редакційної колегії доказів цьому не було. Знаменський прийшов до висновку, що потрібно відстояти свої думки і перевірити, чи дійсно псевдотуберкульозний мікроб спричинює далекосхідну скарлатиноподібну гарячку. Він вирішив поставити дослід на собі. Зібравши матеріали своїх досліджень, а також чисті культури бактерій і виділені від хворих, що перехворіли на цю форму, сироватки крові, Знаменський з дозволу свого командира поїхав на курси підвищення кваліфікації до Ленінграду, у Військово-медичну академію.
У ніч з 2 на 3 січня 1966 року Знаменський розбив одну з ампул з чистою культурою збудника, привезених з собою з Владивостока. Вміст розчинив в половині склянки води і випив 300 млн мікробних тіл Yersinia pseudotuberculosis. Наступного дві доби його стан не змінився і він тоді знову прийняв культуру, збільшивши кількість збудників до 500 млн мікробних тіл. І знову 4 дні захворювання не було. 8 січня він знову прийняв 100 млн мікробних тіл. Через 6 годин від того з'явилися перші ознаки захворювання: різкий озноб, висока температура, нудота, головний біль, ломота у всьому тілі. На ранок почав турбувати ниючий біль в правому підребер'ї. З готелю, де жив Знаменський він відправився в клініку кафедри інфекційних хвороб Військово-медичної академії, яку тоді очолював полковник медичної служби, професор О. О. Алісов.
Знаменський, незважаючи на тяжкий перебіг хвороби, не дозволяв себе лікувати, допоки не були зроблені усі необхідні дослідження і не були описані усі розгорнуті клінічні ознаки хвороби. Тільки тоді його вмовили розпочати лікування, яке тривало місяць.
Результати своїх досліджень і самозараження Знаменський синтезував у велике наукове дослідження. 17 червня 1968 року на засіданні Вченої ради Військово-медичної академії імені відбувся захист дисертації В. А. Знаменського на здобуття наукового ступеня кандидата медичних наук. Дисертація мала назву: «До питання про етіологію далекосхідної скарлатиноподібної гарячки». Вчена рада академії, з огляду на важливість наукового відкриття і його велику практичну значимість, ухвалила рішення присудити здобувачеві одразу науковий ступінь доктора медичних наук.

## Наукові здобутки
Окрім здобутків у вивченні псевдотуберкульозу, за що у складі групи вчених отримав 1989 року Державну премію СРСР у галузі науки і техніки з формулюванням «за впровадження в практику нових методів діагностики, профілактики і лікування псевдотуберкульозу», досяг успіхів в інших напрямках інфектології, мікробіології. Мав декілька патентів, серед яких на спосіб лікування ангіни, опікових ран, гнійних ран, гнійно-септичних захворювань, моделювання холецистопанкреатиту, індивідуальний пристрій для знезараження води, поживне середовище для вивчення чутливості мікроорганізмів до хіміопрепаратів, визначення окислення-ферментації мікроорганізмами вуглеводнів. Зробив великий внесок до розробки двох медичних препаратів — сорбентів імосгенту і ентеросгелю. Зробив значний внесок у впровадження в практику таких мікробних препаратів як лактогель, біфідумгель, біосгель.
Автор 176 наукових робіт. Його вважають засновником наукового направлення «Принципи коригування мікрофлори організму».